# Frederick FitzClarence
Frederick FitzClarence, (9 décembre 1799 – 30 octobre 1854) est un général de l'armée britannique ainsi que le troisième fils illégitime du roi Guillaume IV et de sa maîtresse, Dorothea Jordan.

## Militaire de carrière
FitzClarence est nommé officier de l'armée britannique en 1814. Alors qu'il est capitaine dans les Coldstream Guards, il commande un petit détachement de gardes participant à l'arrestation des auteurs de la Conspiration de Cato Street en 1820. L'arrestation n'a pas été simple, et une bagarre s'ensuit.
Il obtient le grade de colonel au service du 36e Régiment d'Infanterie. Le 24 mai 1831, il obtient le rang de fils cadet d'un marquis. Après avoir été investi du titre de chevalier Grand-Croix de l'Ordre royal des Guelfes (G. C. H.) la même année, il devient lieutenant-gouverneur de Portsmouth et de l'officier général commandant le Sud-Ouest du district en 1847, puis commandant en chef de l'armée de Bombay en 1852. Il meurt en octobre 1854.

## La famille
Le 19 mai 1821, il épouse Augusta Boyle (d. 28 juillet 1876), la fille aînée de George Boyle, 4e comte de Glasgow. Ils ont deux enfants:
- Augusta FitzClarence (décembre 1824 – 18 octobre 1865)
- William FitzClarence (né et décédé en 1827)